# Êlih (ciutat)
|  | Per a altres significats, vegeu «Província de Batman». |

Êlih (en turc i oficialment Batman) és una ciutat del Kurdistan del Nord, situada a la Regió d'Anatòlia del Sud-est, i és la capital de la província d'Êlih. És una important àrea productora de petroli amb refineries.